# Cancionero de Segovia
Het Cancionero de Segovia, het liedboek van Segovia dat wordt bewaard in het archief van het kapittel van de Kathedraal van Ségovia, staat ook bekend als het Cancionero de la Catedral de Segovia (liedboek van de kathedraal van Segovia) of als het Cancionero Musical de Segovia (CMS).
Het liedboek van Segovia is een handschrift dat dateert van het einde van de 15e eeuw met renaissancemuziek. Het bevat een omvangrijk repertoire aan werken van vooral Spaanse, Franse en Nederlandse componisten. Tegenwoordig wordt het bewaard in het archief van het kapittel van de kathedraal van Segovia (Archivo Capitular).

## Het handschrift
Het liedboek werd samengesteld tegen het einde van de regering van koningin Isabella I van Castilië (en koning Ferdinand II van Aragón) tussen 1499 en 1503. Vermoedelijk kwam een deel van het repertoire naar Aragón en Castilië vanuit Italië, met name via Napels uit Ferrara, onder meer omdat het handschrift werken bevat waar niets soortgelijks tegenover staat in andere Spaanse bronnen van die tijd en die een, bij vergelijking met de Italiaanse bronnen, aanwijsbaar als Italiaans te duiden smaak weerspiegelt. Ook de aanwezigheid in het liedboek van componisten die in Italië hadden verbleven, lijkt daarvoor te spreken.
Het handschrift kwam in het bezit van de Biblioteca del Real Alcázar de Segovia (de koninklijke paleisbibliotheek in Segovia) en later belandde het op onbekende wijze in de kathedraal van Segovia, waardoor het ontsnapte aan de brand waaraan het alcázar mét zijn schatten in 1862 ten prooi viel.
Higinio Anglés ontdekte het handschrift in het archief van het kapittel van de kathedraal in 1922.
De codex telt 228 genummerde vellen papier en is van gemiddeld formaat (291 op 215 mm); het beschreven oppervlak bedraagt 239 op 166 mm. In tegenstelling tot andere liedboeken van die tijd bevat het geen inhoudsopgave noch een groepering van de werken naar genre, zoals romances en motetten.
Drie niet met naam vermelde kopiisten lijken aan het werk te zijn geweest. In de volgende tabel, die de inhoud weergeeft, staan ze als A, B en C:
| Nr.                                                               | Stemmen     | Genre | Copiist |
| ----------------------------------------------------------------- | ----------- | --- | ------- |
| 1-10 11-35 35-65 66-67 68-79 80-95 96-151 152-163 164-201 202-203 | 3,4 4 3 2 3 | Missen Officiegezangen en motetten Wereldlijke liederen Missen Officiegezangen en motetten (nr 76 à 4) Wereldlijke liederen Officiegezangen en wereldlijke liederen, steeds in groepen Motetten en chansons Castiliaanse werken Latijnse werken van Mondejar en De Wreede | A B C   |

Het handschrift kan ook als volgt worden onderverdeeld:
1. het eerste deel, tot folium 206, bevat meer dan 150 werken uit het repertoire van de Nederlandse polyfonisten;
2. het tweede deel, van folio 207 tot 228, begint met de aantekening: Aquj comjensan las obras castellanas (hier beginnen de Castiliaanse werken). Dit deel bevat 40 werken waarvan 37 in het Castiliaans, 2 in het Latijn en 1 tekstloos.

Anders dan de Castiliaanse en Latijnse werken zijn de Franse en Nederlandse slechts voorzien van een incipit, waarbij opvalt dat het incipit van de Nederlandse liederen verrassend correct is gespeld, in tegenstelling tot wat het geval is in de meeste Italiaanse bronnen van die tijd, waarin ook een vrij belangrijk aantal Nederlandse liederen is opgenomen. Onder meer omdat de spelling van de Nederlandse incipits bovendien correcter is dan die van de Franse, waarin castilianismen en neerlandismen voorkomen, is geopperd dat de uit Brugge afkomstige componist Johannes Wreede copiist A van het manuscript zou kunnen zijn; van hem is geweten dat hij carissimus noster regis Hispaniae capellae magister was in de periode van 1477 tot 1481.

## De werken
De codex bestaat in het totaal uit 204 werken in vijf verschillende talen (74 in het Latijn, 50 in het Frans, 38 in het Castiliaans, 34 in het Nederlands en 8 in het Italiaans). Daarvan zijn er 97 alleen in deze codex terug te vinden. De stukken zijn van de hand van een groot aantal componisten, onder wie: Jacob Obrecht (31 werken), Heinrich Isaac (21), Alexander Agricola (22), Loyset Compère (13), Juan de Anchieta, Philippe Caron (1), Hayne van Ghizeghem (5), Johannes Tinctoris (9), Antoine Busnois (2), Josquin Desprez (6), Juan del Encina, Francisco de la Torre, Pedro de Lagarto, Alonso de Mondéjar (1), Juan Pérez de Gijón, Johannes Wreede (Juan de Urrede) (1), Antoine Brumel (6), Matthaeus Pipelare (4), Petrus Elinc (4), Roelkin (3), Adam (2), Johannes Aulen (1), Johannes Joye (1), Jacobus Barbireau (1), Marturia Prats (1), Johannes Ffarer (1) y Johannes Martini (3).
De Nederlandse liederen van het handschrift vormen een van de voornaamste bronnen voor dit genre in die taal uit die tijd. Zo maken de liederen van Obrecht niet alleen al het leeuwendeel uit van het overgeleverde repertoire aan Nederlandse liederen van deze componist - die in dat genre al de meest vruchtbare van zijn tijd is - maar meteen ook meer dan de helft van het totale bewaard gebleven wereldlijke oeuvre van deze componist.
In het liedboek zijn werken opgenomen met zowel geestelijke als wereldlijke onderwerpen. Onder de genre's die zijn vertegenwoordigd vinden we missen, motetten, villancico's, chansons en instrumentale stukken. De stukken gaan van eenvoudige Castiliaanse werken tot doorwrochte composities.

### Eerste deel: werken van Nederlandsepolyfonisten
Enkele werken uit het eerste deel:
| Nr | Werk                       | Aantal stemmen | Componist           | Muzikaal genre |
| -- | -------------------------- | -------------- | ------------------- | -------------- |
|    | Morte che fay              | 4              | Heinrich Isaac      | canzona        |
|    | Fortuna disperata          | 5              | Heinrich Isaac      | chanson        |
|    | De tous biens playne       | 2              | Heinrich Isaac      | quodlibet      |
|    | Omnis spiritus laudet      | 5              | Jacob Obrecht       | motet          |
|    | Regina celi                | 2              | Jacob Obrecht       | duo            |
|    | Fortuna disperata          | 3              | Antoine Busnois     |                |
|    | De tous biens playne       | 2              | Johannes Tinctoris  | duo            |
|    | Le souvenir                | 2              | Johannes Tinctoris  | duo            |
|    | D'ung aultre amer          | 2              | Johannes Tinctoris  | duo            |
|    | tekstloos                  | 2              | Johannes Tinctoris  | duo            |
|    | Tout a par moy             | 2              | Johannes Tinctoris  | duo            |
|    | De tous biens playne       | 3              | Hayne van Ghizeghem | chanson        |
|    | Comme femme desconforte    | 2              | Alexander Agricola  | duo            |
|    | Mater Patris               |                | Antoine Brumel      |                |
|    | O crux, Ave, spes unica    |                | Antoine Brumel      |                |
|    | De tous biens playne       | 2              | Adam                | duo            |
|    | De tous biens playne       | 2              | Roelkin             | duo            |
|    | Todos los bienes del mundo | 4              | Juan del Encina     | villancico     |
|    | Fecit potentiam            | 2              | anoniem             | duo            |
|    | Fortuna disperata          | 4              | anoniem             | chanson        |

### Tweede deel: Castiliaanse werken
Alle werken zijn in het Castiliaans, behalve de Pange lingua en Ave, Rex noster die in het Latijn zijn, en een ander werk dat tekstloos is.
| Nr  | Werk                           | Aantal stemmen | Compositor                       | Muzikaal genre |
| --- | ------------------------------ | -------------- | -------------------------------- | -------------- |
| 164 | Justa fue mi perdición         | 3              | Francisco de la Torre            | villancico     |
| 165 | Gran gasajo siento             | 4              | anoniem                          |                |
| 166 | Pues jamás olvidaros           | 4              | Juan del Encina                  |                |
| 167 | Nunca fue pena mayor           | 3              | Johannes Wreede (Juan de Urrede) |                |
| 168 | Al dolor de mi cuidado         | 3              | Juan Pérez de Gijón              |                |
| 169 | Romerico ti que vienes         | 3              | Juan del Encina                  | villancico     |
| 170 | O que chapado placer           | 3              | anoniem                          |                |
| 171 | Demos gracias a Dios           | 3              | Francisco de la Torre            |                |
| 172 | Peligroso pensamiento          | 3              | Francisco de la Torre            |                |
| 173 | Deziflor rresplandeciente      | 3              | anoniem                          |                |
| 174 | Contento sois que doláis dolor | 3              | anoniem                          |                |
| 175 | Al del hato ca los ángeles     | 3              | anoniem                          |                |
| 176 | Ya no quiero tener fe, señora  | 3              | Juan del Encina                  | villancico     |
| 177 | El descanso de vos ver         | 3              | anoniem                          |                |
| 178 | Amor quiso que os quisiera     | 3              | anoniem                          |                |
| 179 | Por muy dichoso se tenga       | 3              | anoniem                          |                |
| 180 | Ay triste que vengo            | 3              | Juan del Encina                  |                |
| 181 | Mas lo precio                  | 3              | anoniem                          |                |
| 182 | No cesé hasta que os vi        | 3              | anoniem                          |                |
| 183 | Qual estávades anoche          | 4              | anoniem                          |                |
| 184 | Ya no quiero ser vaquero       | 3              | Juan del Encina                  |                |
| 185 | tekstloos                      | 3              | anoniem                          |                |
| 186 | Harto de tanta porfía          | 3              | anoniem                          |                |
| 187 | Oyga tu merced                 | 3              | anoniem                          |                |
| 188 | Adoramus te, Señor             | 4              | Francisco de la Torre            |                |
| 189 | Andad pasiones andad           | 3              | Pedro de Lagarto                 |                |
| 190 | O si vieras al moçuelo         | 3              | anoniem                          |                |
| 191 | Nuevas, nuevas de plazer       | 3              | anoniem                          |                |
| 192 | Nuevas, nuevas por tu fe       | 3              | anoniem                          |                |
| 193 | Como nos liebas amor           | 3              | anoniem                          |                |
| 194 | Quanto más lexos de tí         | 4              | anoniem                          |                |
| 195 | Quedóse do quedo pro           | 3              | anoniem                          |                |
| 196 | Para verme con ventura         | 3              | anoniem                          |                |
| 197 | Con temor y con plazer         | 3              | anoniem                          |                |
| 198 | Vete (a)mor busca              | 3              | anoniem                          |                |
| 199 | Desdichado fue nacer           | 3              | anoniem                          |                |
| 200 | Vos partiste yo quedé          | 3              | anoniem                          |                |
| 201 | Subime a lo alto               | 3              | anoniem                          |                |
| 202 | Pange lingua                   | 4              | Johannes Wreede (Juan de Urrede) | motet          |
| 203 | Ave, Rex noster                | 4              | Alonso de Mondéjar               |                |

## Discografie
- El Cancionero de la Catedral de Segovia. Roberto Festa. Ensemble Daedalus. Accent ACC 9176. 1991
- Cancionero de Segovia. Manuscrito Musical s.s. del Archivo de la Catedral. Coral Ágora de Segovia. 2003